# Okayama Tadao
Okayama Tadao (* 5. Juli 1913 in Tomari, Russland; † 28. Mai 1998) war ein japanischer Skilangläufer.
Okayama wurde im Jahr 1935 Zweiter bei den japanischen Meisterschaften über 56 km und belegte bei seiner einzigen Teilnahme an Olympischen Winterspielen im Februar 1936 in Garmisch-Partenkirchen den 34. Platz über 50 km. Nach dem Zweiten Weltkrieg arbeitete er als Lehrer in Myoko und war zudem auch Vorsitzender des Skiverbandes der Präfektur Niigata.